# Campeonato Sudamericano Sub-20 de Fútbol Playa de 2017
El Campeonato Sudamericano Sub-20 de Fútbol Playa de 2017 se disputó en la ciudad de Montevideo, Uruguay, entre el 3 y 10 de diciembre.

## Equipos participantes
| Equipos participantes | Equipos participantes | Equipos participantes | Equipos participantes | Equipos participantes |
| --------------------- | --------------------- | --------------------- | --------------------- | --------------------- |
| Argentina             | Bolivia               | Chile                 | Paraguay              | Uruguay               |
| Brasil                | Colombia              | Ecuador               | Perú                  | Venezuela             |

## Primera fase

### Grupo A
| Equipo    | Pts | PJ | PG | PG+ | PP | GF | GC | Dif |
| --------- | --- | -- | -- | --- | -- | -- | -- | --- |
| Argentina | 12  | 4  | 4  | 0   | 0  | 22 | 11 | 11  |
| Colombia  | 6   | 4  | 2  | 0   | 2  | 16 | 16 | 0   |
| Uruguay   | 4   | 4  | 1  | 1   | 2  | 14 | 16 | -2  |
| Bolivia   | 3   | 4  | 1  | 0   | 3  | 12 | 17 | -5  |
| Chile     | 3   | 4  | 1  | 0   | 3  | 18 | 22 | -4  |

- Fuente: BSWW Archivado el 27 de noviembre de 2017 en Wayback Machine.

| 3 de diciembre de 2017, 15:45 | Argentina | 6:1     | Bolivia | Playa Pocitos, Montevideo |             |
|                               |           | Reporte |         | Árbitro(s):               | Árbitro(s): |

| 3 de diciembre de 2017, 18:15 | Colombia | 2:5     | Uruguay | Playa Pocitos, Montevideo |             |
|                               |          | Reporte |         | Árbitro(s):               | Árbitro(s): |

| 4 de diciembre de 2017, 15:45 | Chile | 3:6     | Colombia | Playa Pocitos, Montevideo |             |
|                               |       | Reporte |          | Árbitro(s):               | Árbitro(s): |

| 4 de diciembre de 2017, 18:15 | Uruguay | 3:3 (t. s.)(3:2 p.) | Bolivia | Playa Pocitos, Montevideo |             |
|                               |         | Reporte             |         | Árbitro(s):               | Árbitro(s): |

| 5 de diciembre de 2017, 15:45 | Bolivia | 3:4     | Colombia | Playa Pocitos, Montevideo |             |
|                               |         | Reporte |          | Árbitro(s):               | Árbitro(s): |

| 5 de diciembre de 2017, 18:15 | Argentina | 7:4     | Chile | Playa Pocitos, Montevideo |             |
|                               |           | Reporte |       | Árbitro(s):               | Árbitro(s): |

| 6 de diciembre de 2017, 15:45 | Argentina | 5:4     | Colombia | Playa Pocitos, Montevideo |             |
|                               |           | Reporte |          | Árbitro(s):               | Árbitro(s): |

| 6 de diciembre de 2017, 18:15 | Uruguay | 4:7     | Chile | Playa Pocitos, Montevideo |             |
|                               |         | Reporte |       | Árbitro(s):               | Árbitro(s): |

| 7 de diciembre de 2017, 15:45 | Chile | 4:5     | Bolivia | Playa Pocitos, Montevideo |             |
|                               |       | Reporte |         | Árbitro(s):               | Árbitro(s): |

| 7 de diciembre de 2017, 18:15 | Uruguay | 2:4 (t. s.) | Argentina | Playa Pocitos, Montevideo |             |
|                               |         | Reporte     |           | Árbitro(s):               | Árbitro(s): |

### Grupo B
| Equipo    | Pts | PJ | PG | PG+ | PP | GF | GC | Dif |
| --------- | --- | -- | -- | --- | -- | -- | -- | --- |
| Brasil    | 11  | 4  | 3  | 1   | 0  | 26 | 11 | 15  |
| Paraguay  | 9   | 4  | 3  | 0   | 1  | 25 | 18 | 7   |
| Venezuela | 6   | 4  | 2  | 0   | 2  | 18 | 26 | -8  |
| Perú      | 3   | 4  | 1  | 0   | 3  | 13 | 19 | -6  |
| Ecuador   | 0   | 4  | 0  | 0   | 4  | 12 | 20 | -8  |

- Fuente: BSWW Archivado el 27 de noviembre de 2017 en Wayback Machine.

| 3 de diciembre de 2017, 14:30 | Paraguay | 7:4     | Venezuela | Playa Pocitos, Montevideo |             |
|                               |          | Reporte |           | Árbitro(s):               | Árbitro(s): |

| 3 de diciembre de 2017, 17:00 | Perú | 0:4     | Brasil | Playa Pocitos, Montevideo |             |
|                               |      | Reporte |        | Árbitro(s):               | Árbitro(s): |

| 4 de diciembre de 2017, 14:30 | Ecuador | 3:5     | Perú | Playa Pocitos, Montevideo |             |
|                               |         | Reporte |      | Árbitro(s):               | Árbitro(s): |

| 4 de diciembre de 2017, 17:00 | Brasil | 12:4    | Venezuela | Playa Pocitos, Montevideo |             |
|                               |        | Reporte |           | Árbitro(s):               | Árbitro(s): |

| 5 de diciembre de 2017, 14:30 | Venezuela | 5:3     | Perú | Playa Pocitos, Montevideo |             |
|                               |           | Reporte |      | Árbitro(s):               | Árbitro(s): |

| 5 de diciembre de 2017, 17:00 | Paraguay | 6:3     | Ecuador | Playa Pocitos, Montevideo |             |
|                               |          | Reporte |         | Árbitro(s):               | Árbitro(s): |

| 6 de diciembre de 2017, 14:30 | Paraguay | 7:5     | Perú | Playa Pocitos, Montevideo |             |
|                               |          | Reporte |      | Árbitro(s):               | Árbitro(s): |

| 6 de diciembre de 2017, 17:00 | Brasil | 4:2     | Ecuador | Playa Pocitos, Montevideo |             |
|                               |        | Reporte |         | Árbitro(s):               | Árbitro(s): |

| 7 de diciembre de 2017, 14:30 | Ecuador | 4:5     | Venezuela | Playa Pocitos, Montevideo |             |
|                               |         | Reporte |           | Árbitro(s):               | Árbitro(s): |

| 7 de diciembre de 2017, 17:00 | Brasil | 6:5 (t. s.) | Paraguay | Playa Pocitos, Montevideo |             |
|                               |        | Reporte     |          | Árbitro(s):               | Árbitro(s): |

## Fase final

### Cuadro de desarrollo
|  | Semifinales | Semifinales | Semifinales |           |             | Final        | Final        | Final        |  |
|  |             |             |             |           |             |              |              |              |  |
|  |             |             |             |           |             |              |              |              |  |
|  | Brasil      | Brasil      | 10          |           |             |              |              |              |  |
|  | Brasil      | Brasil      | 10          |           |             |              |              |              |  |
|  | Colombia    | Colombia    | 3           |           |             |              |              |              |  |
|  | Colombia    | Colombia    | 3           |           | Brasil (p.) | Brasil (p.)  | 1 (1)        |              |  |
|  |             |             |             |           | Brasil (p.) | Brasil (p.)  | 1 (1)        |              |  |
|  |             |             | Argentina   | Argentina | 1 (0)       |              |              |              |  |
|  | Argentina   | Argentina   | Argentina   | Argentina | 1 (0)       | 5            |              |              |  |
|  | Argentina   | Argentina   |             |           |             | 5            |              |              |  |
|  | Paraguay    | Paraguay    | 2           |           |             | Tercer lugar | Tercer lugar | Tercer lugar |  |
|  | Paraguay    | Paraguay    | 2           |           |             | Tercer lugar | Tercer lugar | Tercer lugar |  |
|  |             |             |             |           |             |              |              |              |  |
|  |             |             |             |           |             | Colombia     | Colombia     | 1            |  |
|  |             |             |             |           |             | Colombia     | Colombia     | 1            |  |
|  |             |             |             |           |             | Paraguay     | Paraguay     | 8            |  |
|  |             |             |             |           |             | Paraguay     | Paraguay     | 8            |  |
|  |             |             |             |           |             |              |              |              |  |

### Noveno puesto
| 8 de diciembre de 2017, 15:45 | Chile | 4:6     | Ecuador | Playa Pocitos, Montevideo |             |
|                               |       | Reporte |         | Árbitro(s):               | Árbitro(s): |

### Séptimo puesto
| 8 de diciembre de 2017, 17:00 | Bolivia | 6:2     | Perú | Playa Pocitos, Montevideo |             |
|                               |         | Reporte |      | Árbitro(s):               | Árbitro(s): |

### Quinto puesto
| 8 de diciembre de 2017, 18:45 | Uruguay | 3:2 (t. s.) | Venezuela | Playa Pocitos, Montevideo |             |
|                               |         | Reporte     |           | Árbitro(s):               | Árbitro(s): |

### Semifinales
| 9 de diciembre de 2017, 15:45 | Brasil                                                           | 10:3    | Colombia              | Playa Pocitos, Montevideo |             |
|                               | Lucas Xavier · Josep Júnior · Sávio · Paulinho · Willamy · Digão | Reporte | Ruiz · López · Donado | Árbitro(s):               | Árbitro(s): |

| 9 de diciembre de 2017, 17:00 | Argentina                   | 5:2     | Paraguay   | Playa Pocitos, Montevideo |             |
|                               | Noriega · Ponzetti · Maciel | Reporte | C. Benítez | Árbitro(s):               | Árbitro(s): |

### Tercer puesto
| 10 de diciembre de 2017, 15:45 | Colombia | 1:8     | Paraguay                                               | Playa Pocitos, Montevideo |                          |
|                                | López    | Reporte | C. Benítez · J. Benítez · Cantero · Areco · P. Benítez | Árbitro(s): Mariano Romo  | Árbitro(s): Mariano Romo |

### Final
| 10 de diciembre de 2017, 17:00 | Brasil                                 | 1:1 (t. s.)(1:0 p.)        | Argentina                          | Playa Pocitos, Montevideo     |                               |
|                                | Lucas Xavier                           | Reporte                    | Ponzetti                           | Árbitro(s): Gustavo Domínguez | Árbitro(s): Gustavo Domínguez |
|                                |                                        | Tiros desde el punto penal |                                    |                               |                               |
|                                | Raphael Silva · Lucas Xavier · Willamy |                            | Rutterschmidt · Martínez · Noriega |                               |                               |

|                            |
| Bandera de Brasil          |
| Campeón Brasil 1.er Título |

## Tabla general
| Pos. | Equipo    | Pts | PJ | PG | PG+ | PP | GF | GC | Dif. | Rend. |
| ---- | --------- | --- | -- | -- | --- | -- | -- | -- | ---- | ----- |
| 1    | Brasil    | 15  | 6  | 4  | 2   | 0  | 37 | 15 | +22  | 83,3% |
| 2    | Argentina | 15  | 6  | 5  | 0   | 1  | 29 | 14 | +15  | 83,3% |
| 3    | Paraguay  | 12  | 6  | 4  | 0   | 2  | 35 | 24 | +11  | 66,6% |
| 4    | Colombia  | 6   | 6  | 2  | 0   | 4  | 20 | 34 | -14  | 33,3% |
| 5    | Uruguay   | 6   | 5  | 1  | 2   | 2  | 17 | 18 | -1   | 40%   |
| 6    | Venezuela | 6   | 5  | 2  | 0   | 3  | 20 | 29 | -9   | 40%   |
| 7    | Bolivia   | 6   | 5  | 2  | 0   | 3  | 18 | 19 | -1   | 40%   |
| 8    | Perú      | 3   | 5  | 1  | 0   | 4  | 15 | 25 | -10  | 20%   |
| 9    | Ecuador   | 3   | 5  | 1  | 0   | 4  | 18 | 24 | -6   | 20%   |
| 10   | Chile     | 3   | 5  | 1  | 0   | 4  | 22 | 28 | -6   | 20%   |

### Clasificación final
| Posición | Equipo    | Resultado    |
| -------- | --------- | ------------ |
| 1        | Brasil    | Campeón      |
| 2        | Argentina | Subcampeón   |
| 3        | Paraguay  | Tercer lugar |
| 4        | Colombia  |              |
| 5        | Uruguay   |              |
| 6        | Venezuela |              |
| 7        | Bolivia   |              |
| 8        | Perú      |              |
| 9        | Ecuador   |              |
| 10       | Chile     |              |

## Goleadores
Jugadores con 5 o más goles
| 20 goles - Carlos Benítez | 12 goles - Lucas Ponzetti | 8 goles - Daniel Duran - Juan Esteban Castrillon - Luis Enrique Molina - Raphael Silva | 6 goles - Savio - Facundo Cordero | 5 goles - Iván Marcelo Araya - Oscar Alarcon - Christian Díaz - Michael Loor |

- Fuente: AUF

## Premios
| Goleador           |
| ------------------ |
| Carlos Benítez     |
| 20 goles           |
| Mejor jugador      |
| Axel Rutterschmidt |
| Mejor portero      |
| Nicolás Santillan  |
| Juego limpio       |
| Paraguay           |

- Fuente: AUF